# Ein starkes Team: Tödliche Verführung
Tödliche Verführung ist ein deutscher Fernsehfilm von Daniel Helfer aus dem Jahr 2015. Es handelt sich um die 60. Folge der Krimiserie Ein starkes Team mit Maja Maranow und Florian Martens in den Hauptrollen.

## Handlung
Kriminalhauptkommissarin Verena Berthold und Kollege Otto Garber ermitteln im Mordfall an Meike Schuhmann. Nachdem sie herausgefunden haben, dass die Frau ein Doppelleben führte und als Prostituierte arbeitete, kommt zunächst ihr Mann als Tatverdächtiger in Betracht. Oliver Schuhmann ist extrem überrascht, als er von dem Nebenerwerb seiner Frau erfährt. Er gibt an, zur Tatzeit bei einem Bewerbungsgespräch gewesen zu sein, was sich aber als falsch herausstellt. Da seine DNA aber nicht mit den Hautpartikeln unter den Fingernägeln seiner Frau übereinstimmt, scheint er nicht der Mörder zu sein.
Für ihre Arbeit als Callgirl nutzte Meike Schuhmann eine Appartementwohnung, die sie sich mit ihrer Freundin Alexandra Hölter teilte. Diese ist jedoch seit dem Mord verschwunden und hält sich bei ihrer Mutter versteckt. Von dort aus kann Ben Kolberg ihre Spur aufnehmen und findet sie in einem Hotel, wo sie gerade einen Termin mit einem Freier hat. Dabei stellt sich heraus, dass diesem Stefan Kiesling bei einem Stelldichein von Alexandra Hölter eine DVD mit wichtigen Daten entwendet worden ist. Kiesling arbeitet für ein Berliner Bankhaus und hilft wohlhabenden Kunden, ihr Geld am Finanzamt vorbei in Steueroasen zu bringen.
Für die DVD mit den Kundendaten, die Millionen wert ist, verlangte Hölter telefonisch 30.000 Euro von ihm, die er ihr aber nicht zahlen wollte. Stattdessen ließ er sich Meikes Adresse für 200 Euro vom Pförtner des Appartementhauses geben, um so zu Alexandra zu gelangen. Kurz bevor er das Haus betrat, habe er Meike Schuhmann mit ihrem Mann bei einem Quicky gesehen. Bei einer Überprüfung stellt sich heraus, dass er nicht Oliver Schuhmann, sondern dessen Nachbar Peter Wolters mit Meike beobachtet hat. Wolter, der schon seit fünf Jahren nicht mehr mit seiner Frau geschlafen hat, gibt zu, dass er mit Meike eine Beziehung hatte. Als Mörder kommt er aber nicht in Frage, da er zur Tatzeit seinen Sohn vom Kindergarten abgeholt hat. Die Mörderin ist seine Frau Nicole, die die beiden sah, als sie sich eine Kopfschmerztabltte von ihrer Nachbarin holen wollte. Als sie Meike etwas später zur Rede stellte, kam es zum Streit und sie erschlug sie im Affekt.

## Hintergrund
Tödliche Verführung wurde unter dem Arbeitstitel Hausfrauen sind keine Engel vom 21. Oktober bis zum 20. November 2013 in Berlin gedreht und sollte ursprünglich vor der Folge Späte Rache gesendet werden. Da dies nicht möglich und thematisch Späte Rache kurz vor dem 9. November als Sendetermin wichtig war, wurde Tödliche Verführung erst am 17. Januar 2015 im ZDF erstausgestrahlt. Regelmäßige Zuschauer hatten diese Verschiebung auch optisch aufgrund der wechselnden Haarlänge der Hauptdarstellerin bemerkt.
Sputnik, dessen Rolle als Geschäftsmann in der Serie als ein Running Gag angelegt ist, arbeitet in dieser Folge als Homestager.

## Rezeption

### Einschaltquoten
Die Erstausstrahlung von Tödliche Verführung am 17. Januar 2015 im ZDF verfolgten 6,80 Millionen Zuschauer, dies entsprach einem Marktanteil von 21,8 Prozent.

### Kritiken
Volker Bergmeister urteilte auf Tittelbach.tv: „‚Tödliche Verführung‘ ist gelungene, schnörkellose Krimiunterhaltung, die Mischung aus Spannung & Witz funktioniert, die Besetzung ist illuster & stimmig. Ein gutes Stück Gebrauchs-TV!“
Die Kritiker der Fernsehzeitschrift TV Spielfilm vergeben die beste Wertung (Daumen nach oben) und meinen: „Weit über eine Stunde tapert das Berliner Ermittlertrio (mit Kai Lentrodt) im Dunkeln, und auch der Zuschauer ist beim Spekulieren genauso ratlos - bis alle Verdächtigen ‚entlastet‘ sind, oder doch nicht?!“ Fazit: „In der Sexfalle: Das Team ist stark gefordert.“